# Huisbaas
Een huisbaas of verhuurder is de eigenaar van een onroerend goed, zoals een perceel, een huis of een appartement, die dat verhuurt aan een huurder. Een huisbaas verhuurt zijn goed in ruil voor huurgeld, een vorm van rente. De verhuurder van een woning is onderworpen aan bepaalde regels en normen, afhankelijk van de jurisdictie. Huisbaas is op zich geen beroep; hij of zij kan een beheerder aanstellen om eigendom in verhuur te beheren.